# Alex Ribeiro
Alex Dias Ribeiro (Belo Horizonte, 7 de noviembre de 1948) es un expiloto brasileño de automovilismo. Participó en 20 Grandes Premios de Fórmula 1 sin conseguir puntos. Asimismo, desempeña funciones de pastor de la Iglesia Bautista brasileña.

## Carrera

### Fórmula 1
Participó en Fórmula 1 para los equipos Hesketh Racing, March y Fittipaldi logrando tres octavos puestos como mejor resultado.
Ribeiro fue quizá más conocido por su proclamación de fe en forma de anuncios de "Jesús salva" pintados en sus autos de Fórmula 1.

### Accidente en Brasil
Durante las pruebas del Gran Premio de Brasil de 2002, Ribeiro participó conduciendo el coche médico de la FIA. Su puerta fue embestida por el Sauber de Nick Heidfeld mientras asistía al piloto de Arrows Enrique Bernoldi, sin consecuencias.

## Resultados

### Fórmula 1
(Clave) (negrita indica pole position) (cursiva indica vuelta rápida)

| Año     | Escudería              | 1       | 2       | 3       | 4       | 5       | 6       | 7       | 8       | 9       | 10      | 11    | 12      | 13     | 14      | 15      | 16    | 17     | Pos. | Puntos |
| ------- | ---------------------- | ------- | ------- | ------- | ------- | ------- | ------- | ------- | ------- | ------- | ------- | ----- | ------- | ------ | ------- | ------- | ----- | ------ | ---- | ------ |
| 1976    | Hesketh Racing         | BRA     | RSA     | USW     | ESP     | BEL     | MON     | SWE     | FRA     | GBR     | GER     | AUT   | NED     | ITA    | CAN     | USA 12  | JPN   |        | NC   | 0      |
| 1977    | Hollywood March Racing | ARG Ret | BRA Ret | RSA Ret | USW Ret | ESP DNQ | MON DNQ | BEL DNQ | SWE DNQ | FRA DNQ | GBR DNQ | GER 8 | AUT DNQ | NED 11 | ITA DNQ | USA 15  | CAN 8 | JPN 12 | NC   | 0      |
| 1979    | Fittipaldi Automotive  | ARG     | BRA     | RSA     | USW     | ESP     | BEL     | MON     | FRA     | GBR     | GER     | AUT   | NED     | ITA    | CAN DNQ | USA DNQ |       |        | NC   | 0      |
| Fuente: |                        |         |         |         |         |         |         |         |         |         |         |       |         |        |         |         |       |        |      |        |